# トーマス・H・シェパード

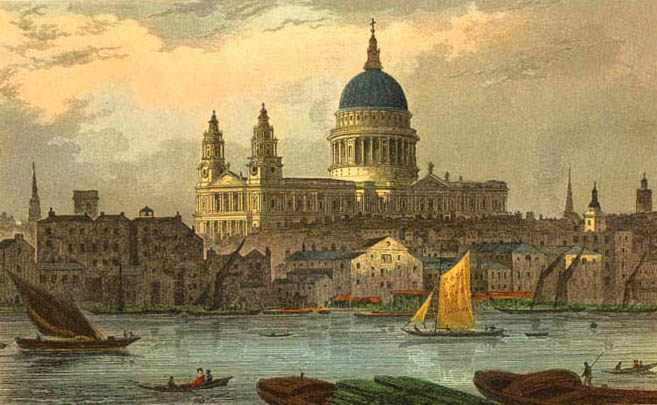
セント・ポール大聖堂

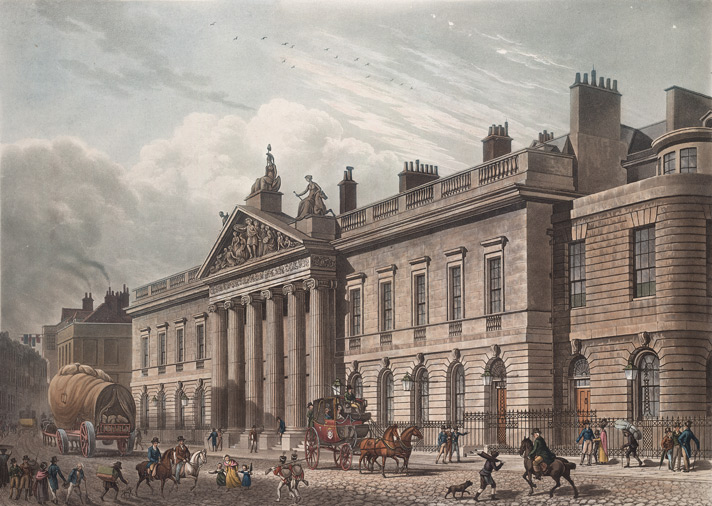
東インド・ハウスの光景

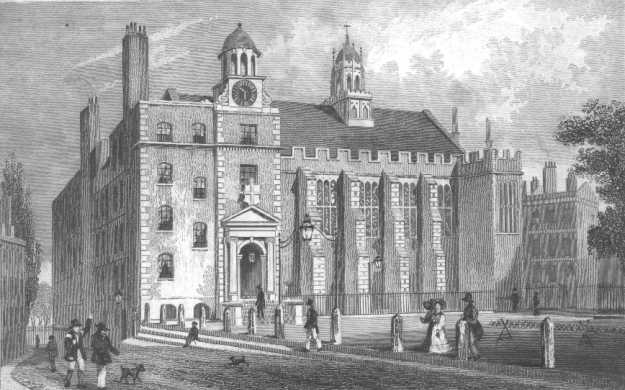
ミドル・テンプル・ホール（1830年）

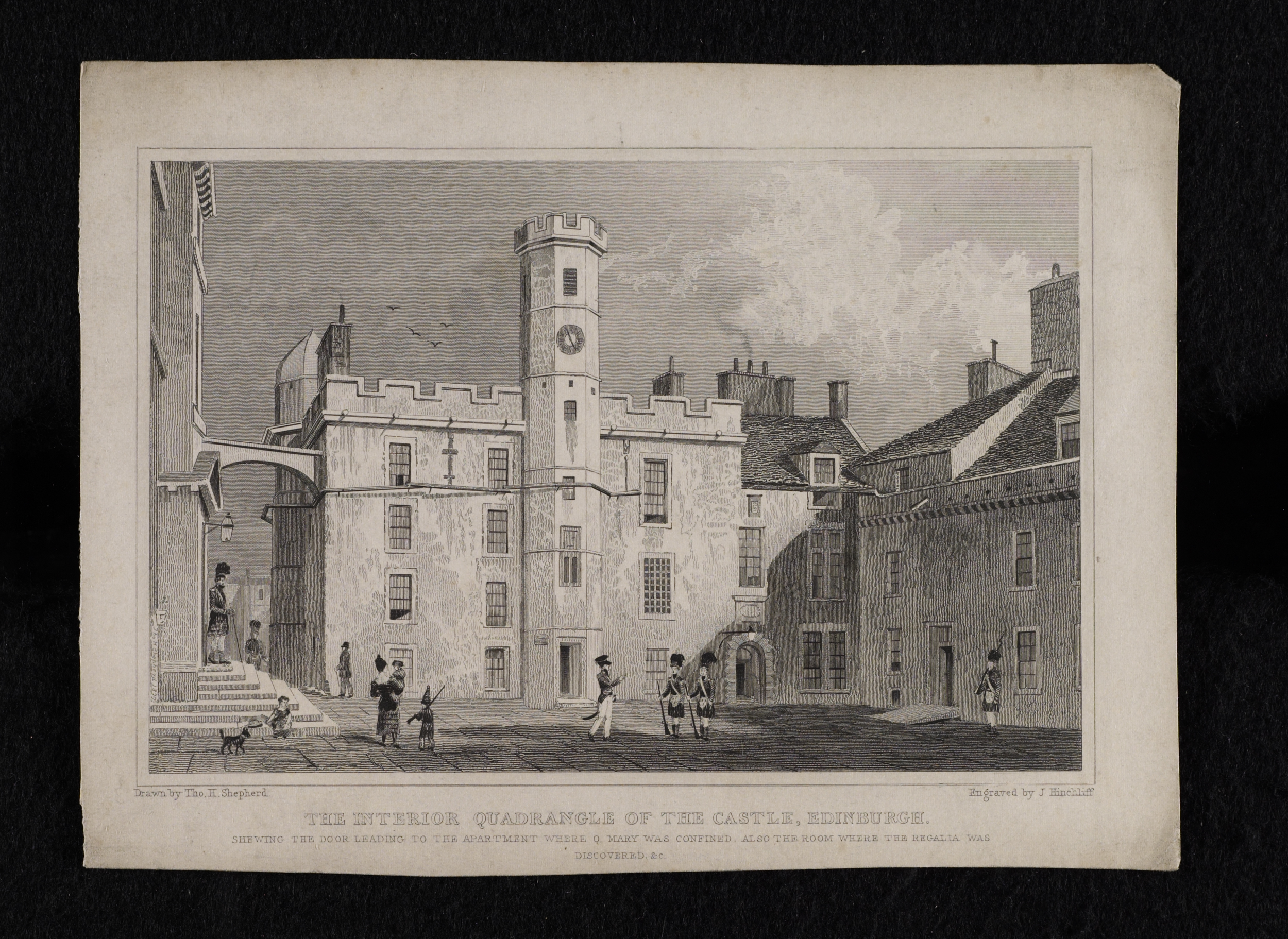
エディンバラ城のクラウン広場にあるロイヤル・パレス

トーマス・ホズマー・シェパード（英: Thomas Hosmer Shepherd、1793年1月16日 、フランス - 1864年）は建築絵画方面としてよく知られるイギリス出身の地形水彩画家である。

## 生涯
トーマスは地形画家のジョージ・"シドニー"・シェパードの弟である。ロンドン、エディンバラ、バースやブリストルで建築専門のイラストレーターとして雇われた。彼の作品は数多くの書籍における鋼板彫刻の基準であった（#参考文献参照）。
地形を主とするシェパードの作品は細部装飾への配慮や人々、乗物や馬などの生き生きとした光景が特徴的である。最初に賞賛されたのは出版社のジョーンズ社から依頼されて、近代的なロンドンの建築物を紹介した『Metropolitan improvements』である。主としてインテリアデザイナーのフレデリック・クレースの許で働き、クレースは解体される前の古いロンドンの建築物群を描くためにシェパードを雇い、その時の作品の多くは大英博物館のクレース・コレクションとして残されている。
シェパードはノース・ロンドンのイズリントン地区にあるバチェラー街で暮らした。在住権利を示す銘板が残されている。

### 帰属
この記事はパブリックドメインの辞典本文を含む: "Shepherd, George". Dictionary of National Biography (英語). London: Smith, Elder & Co. 1885–1900. 